# متروی کپنهاگ

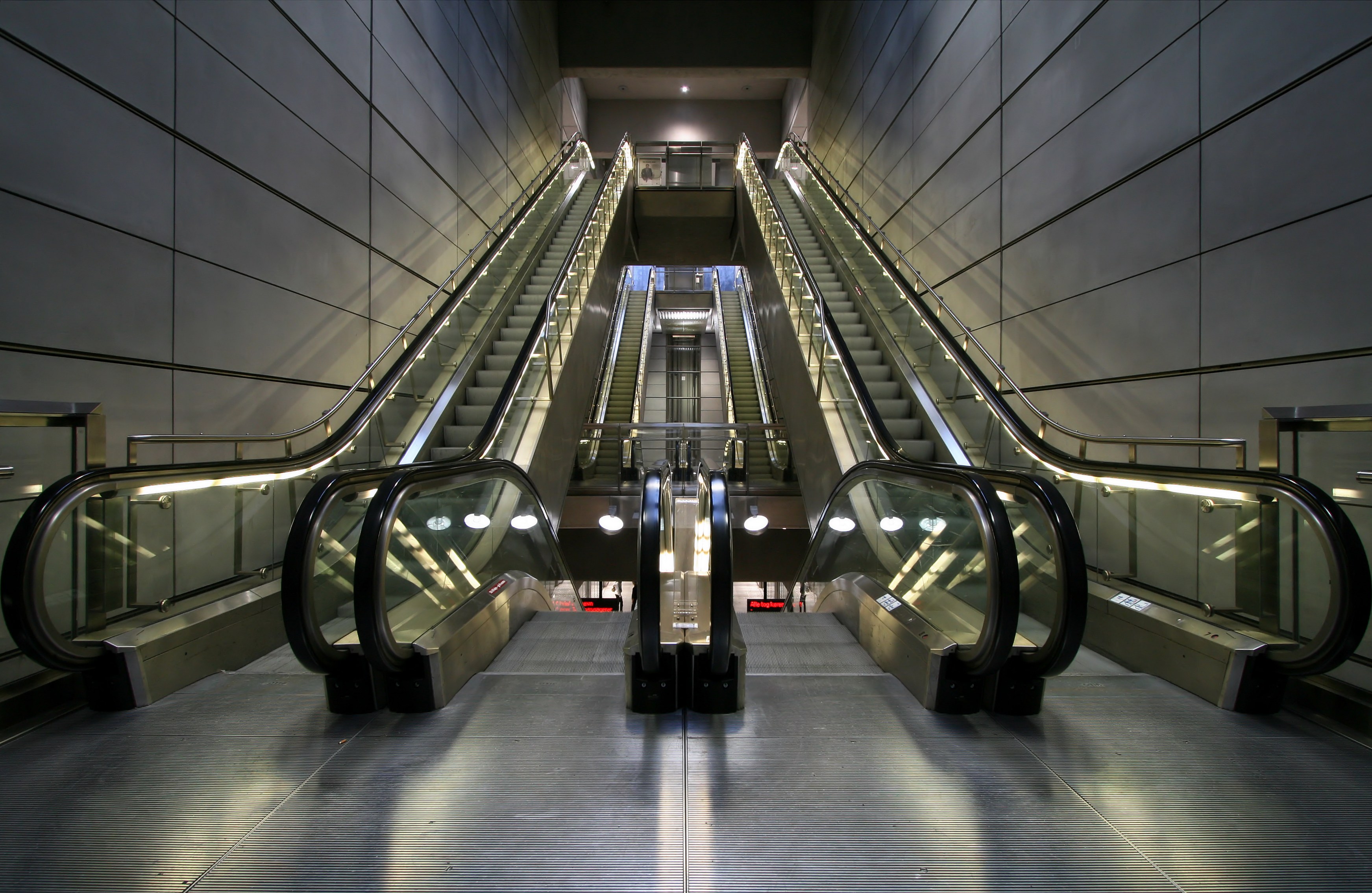
مترو کپنهاگ

متروی کپنهاگ (به دانمارکی: Københavns metro) یک مجموعه حمل و نقل درون شهری است که در شهر کپنهاگ و حومه فعالیت دارد.
این مترو که از دو خط و ۲۲ ایستگاه تشکیل شده است در سال ۲۰۰۲ میلادی راه‌اندازی شده و روزانه بیش از ۱۳۷٬۰۰۰ مسافر جابه‌جا می‌کند.
طول سیستم مترو کپنهاگ ۵/۲۰ کیلومتر و سرعت متوسط آن ۴۰ کیلومتر در ساعت است.